# Paredes
Paredes ist eine Stadt im Norden Portugals mit 87460 Einwohnern (Stand 30. Juni 2011).

## Geschichte
Ausgrabungen belegen eine Besiedlung des Gebietes seit über 5.000 Jahren. Die seit dem 2. Jahrhundert v. Chr. ankommenden Römer förderten in den umliegenden Minen Gold, insbesondere in Castromil.

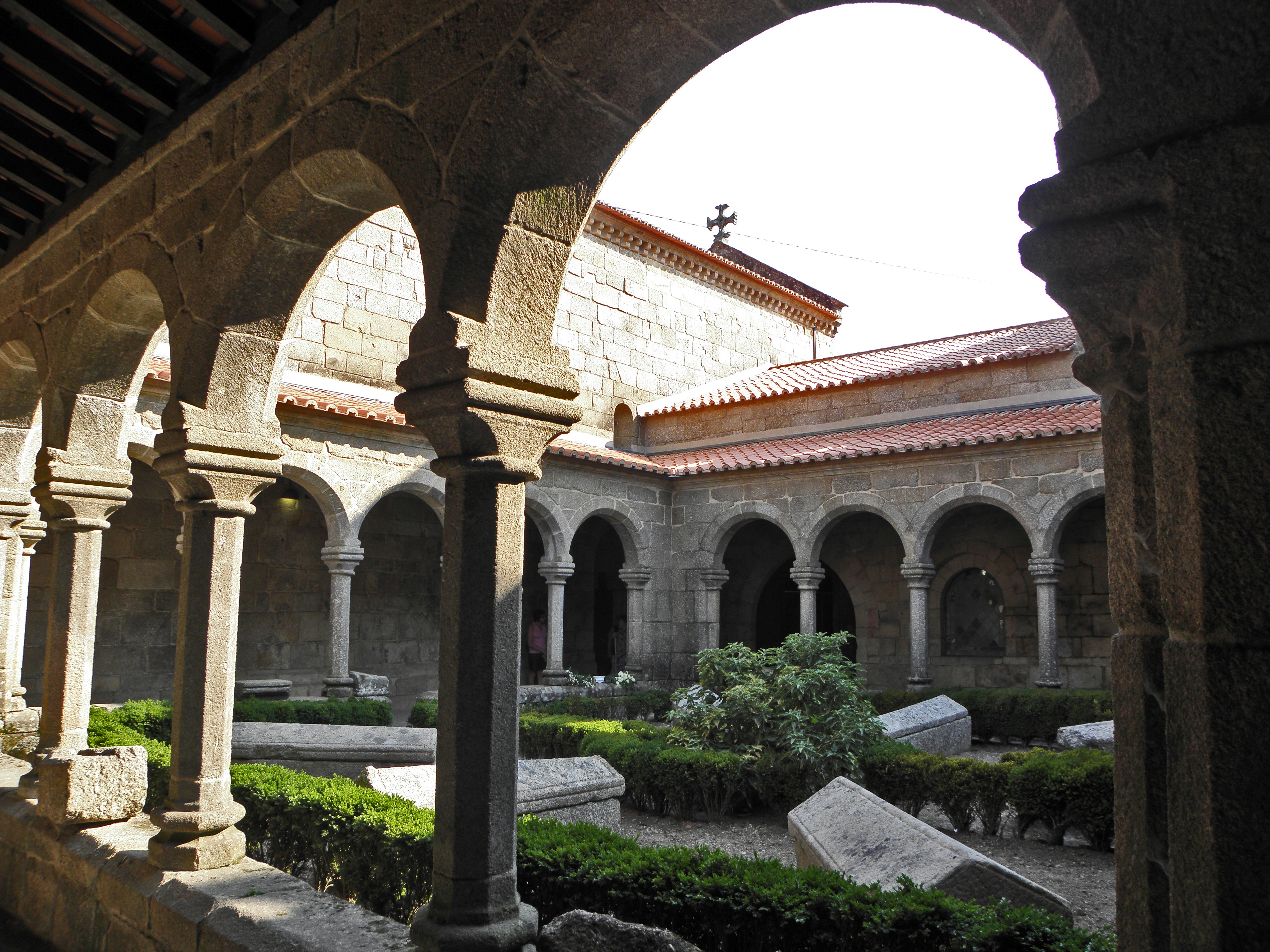
Im Kloster von Cête, 15. Jh.

Das heutige Gebiet um Paredes gehörte zu Aguiar de Sousa, einem bereits zur Unabhängigkeit des Königreich Portugals 1139 bestehenden Verwaltungsbezirk. Ende des 16. Jahrhunderts wurden Teile der Kreisverwaltung in die Ortschaft Paredes verlegt, insbesondere der Anhörungssaal und das Gefängnis. Paredes gehörte zur Kreisgemeinde Castelões de Cepeda und lag an der Straße, die Porto mit Vila Real verband. Vier Klöster und verschiedene Adelsfamilien besaßen Einkünfte aus hiesigen Ländereien. Im Verlauf der Liberalen Revolution 1822 wurden die religiösen Orden enteignet, und in den folgenden Verwaltungsreformen schuf Mouzinho da Silveira 1833/34 durch Abspaltung aus dem Kreis Aguiar de Sousa die eigenständigen Kreise von Baltar, Louredo und Sobrosa. Im Zuge der erneuten Umstrukturierungen durch Manuel da Silva Passos wurden die Kreise 1837 wieder aufgelöst und der Kreis Paredes neu geschaffen. 1844 wurde Paredes zur Kleinstadt (Vila) erhoben.
In der zweiten Hälfte des 19. Jahrhunderts erlebte der Kreis dann einigen wirtschaftlichen Aufschwung, insbesondere unter Bürgermeister José Guilherme Pacheco (1864–1871), der ein besonderes Augenmerk auf die Infrastruktur des Kreises legte. Neben verbesserten Straßenverbindungen und der Ankunft der Eisenbahn wurden auch die finanzkräftigen Brasilien-Rückkehrer ein entscheidender Faktor der zunehmend industriellen Entwicklung, insbesondere im Bereich der Holzverarbeitung, und dort besonders in der Möbelherstellung, die bis heute bedeutsam blieb.
Am 20. Juni 1991 wurde Paredes zur Stadt (Cidade) erhoben. Das anhaltende Wachstum im Kreis führte 2003 zur Erhebung der Orte Baltar, Cête, Recarei, Sobreira und Vilela zur Stadt, zudem wurden Gandra, Lordelo und Rebordosa zur Kleinstadt erhoben.

## Verwaltung

### Kreis Paredes
Paredes ist Sitz eines gleichnamigen Kreises (Concelho) im Distrikt Porto. Am 19. April 2021 hatte der Kreis 84.354 Einwohner auf einer Fläche von 156,7 km².
Die Nachbarkreise sind (im Uhrzeigersinn im Norden beginnend): Paços de Ferreira, Lousada, Penafiel, Gondomar sowie Valongo.
Mit der Gebietsreform im September 2013 wurden die Gemeinden (Freguesias) Mouriz, Castelões de Cepeda (Paredes), Vila Cova de Carros, Madalena, Besteiros, Gondalães und Bitarães zur neuen Gemeinde Paredes zusammengefasst. Der Kreis besteht seither aus den folgenden 18 Gemeinden:
Die folgenden Gemeinden (Freguesias) liegen im Kreis Paredes:

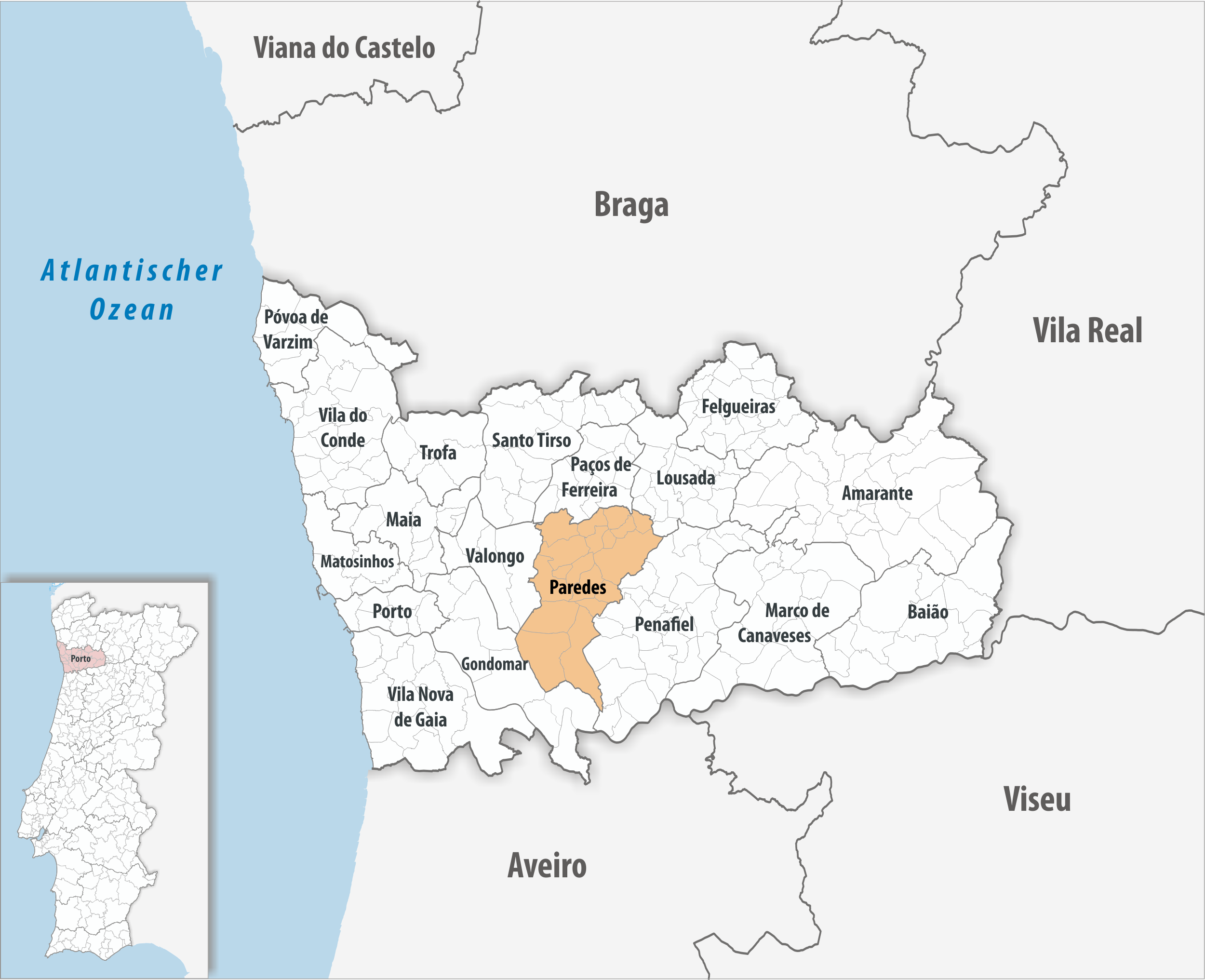
Kreis Paredes

| Gemeinde         | Einwohner (2021) | Fläche km² | Dichte Einw./km² | LAU- Code |
| ---------------- | ---------------- | ---------- | ---------------- | --------- |
| Aguiar de Sousa  | 1.582            | 22,38      | 71               | 131001    |
| Astromil         | 1.067            | 1,93       | 553              | 131002    |
| Baltar           | 4.720            | 7,41       | 637              | 131003    |
| Beire            | 2.011            | 3,31       | 608              | 131004    |
| Cete             | 3.091            | 4,68       | 661              | 131008    |
| Cristelo         | 1.761            | 2,02       | 870              | 131009    |
| Duas Igrejas     | 3.649            | 3,78       | 965              | 131010    |
| Gandra           | 6.966            | 11,76      | 593              | 131011    |
| Lordelo          | 9.106            | 9,76       | 933              | 131013    |
| Louredo          | 1.384            | 2,89       | 478              | 131014    |
| Parada de Todeia | 1.792            | 3,49       | 513              | 131017    |
| Paredes          | 20.586           | 21,51      | 957              | 131025    |
| Rebordosa        | 8.496            | 10,76      | 789              | 131018    |
| Recarei          | 4.479            | 14,60      | 307              | 131019    |
| Sobreira         | 4.122            | 21,96      | 188              | 131020    |
| Sobrosa          | 2.497            | 4,70       | 531              | 131021    |
| Vandoma          | 2.306            | 5,12       | 450              | 131022    |
| Vilela           | 4.739            | 4,68       | 1.012            | 131024    |
| Kreis Paredes    | 84.354           | 156,74     | 538              | 1310      |

### Bevölkerungsentwicklung
| Einwohnerzahl im Kreis Paredes (1849–2011) | Einwohnerzahl im Kreis Paredes (1849–2011) | Einwohnerzahl im Kreis Paredes (1849–2011) | Einwohnerzahl im Kreis Paredes (1849–2011) | Einwohnerzahl im Kreis Paredes (1849–2011) | Einwohnerzahl im Kreis Paredes (1849–2011) | Einwohnerzahl im Kreis Paredes (1849–2011) | Einwohnerzahl im Kreis Paredes (1849–2011) | Einwohnerzahl im Kreis Paredes (1849–2011) |
| ------------------------------------------ | ------------------------------------------ | ------------------------------------------ | ------------------------------------------ | ------------------------------------------ | ------------------------------------------ | ------------------------------------------ | ------------------------------------------ | ------------------------------------------ |
| 1849                                       | 1900                                       | 1930                                       | 1960                                       | 1981                                       | 1991                                       | 2001                                       | 2011                                       |                                            |
| 17.286                                     | 20.911                                     | 26.304                                     | 43.388                                     | 67.693                                     | 72.999                                     | 83.376                                     | 86.992                                     |                                            |

### Kommunaler Feiertag
- Montag nach dem dritten Juli-Sonntag

### Städtepartnerschaften
Städtepartnerschaften bestehen zwischen Paredes und
- Seichamps in Lothringen, Frankreich
- Montereau-Fault-Yonne in der Île-de-France, Frankreich
- Insel Príncipe, São Tomé und Príncipe

Außerdem ist Paredes 2015 mit der mosambikanischen Hauptstadt Maputo ein Kooperationsabkommen eingegangen.

## Wirtschaft
Mit Ankunft der Eisenbahn und neuer Straßen in der zweiten Hälfte des 19. Jahrhunderts entwickelte sich der Kreis zunehmend industriell. Nach der Unabhängigkeit Brasiliens 1822 und nach dem Ende des Kaiserreich Brasiliens mit der Ausrufung der Republik 1891 kehrten zahlreiche portugiesische Auswanderer in ihre Heimatregionen insbesondere im Norden Portugals zurück, so auch nach Paredes. Die oft sehr wohlhabenden Rückkehrer sorgten hier für einen weiteren Entwicklungsschub, besonders durch ihre Investitionen und Unternehmensgründungen, hier vor allem im Bereich der Möbelherstellung. Sie investierten in bestehende und neu gegründete Unternehmen, etwa das bekannte Holzverarbeitungsunternehmen A Boa Nova. Bis heute ist die Holzverarbeitung und speziell die Möbelfabrikation ein wichtiges Standbein der lokalen Wirtschaft. So ist der Kreis Paredes für etwa 65 % der Möbelproduktion Portugals verantwortlich.
Diese Geschichte spiegelt sich auch in Fremdenverkehr und Sport des Kreises wider. So wurde die Themenroute Rota dos Móveis (Route der Möbel) eingerichtet, die zudem zwischen 2000 und 2010 Namensgeberin des Radsportteams aus der Gemeinde Rebordosa wurde, dem heutigen Team LA Aluminios-Antarte.

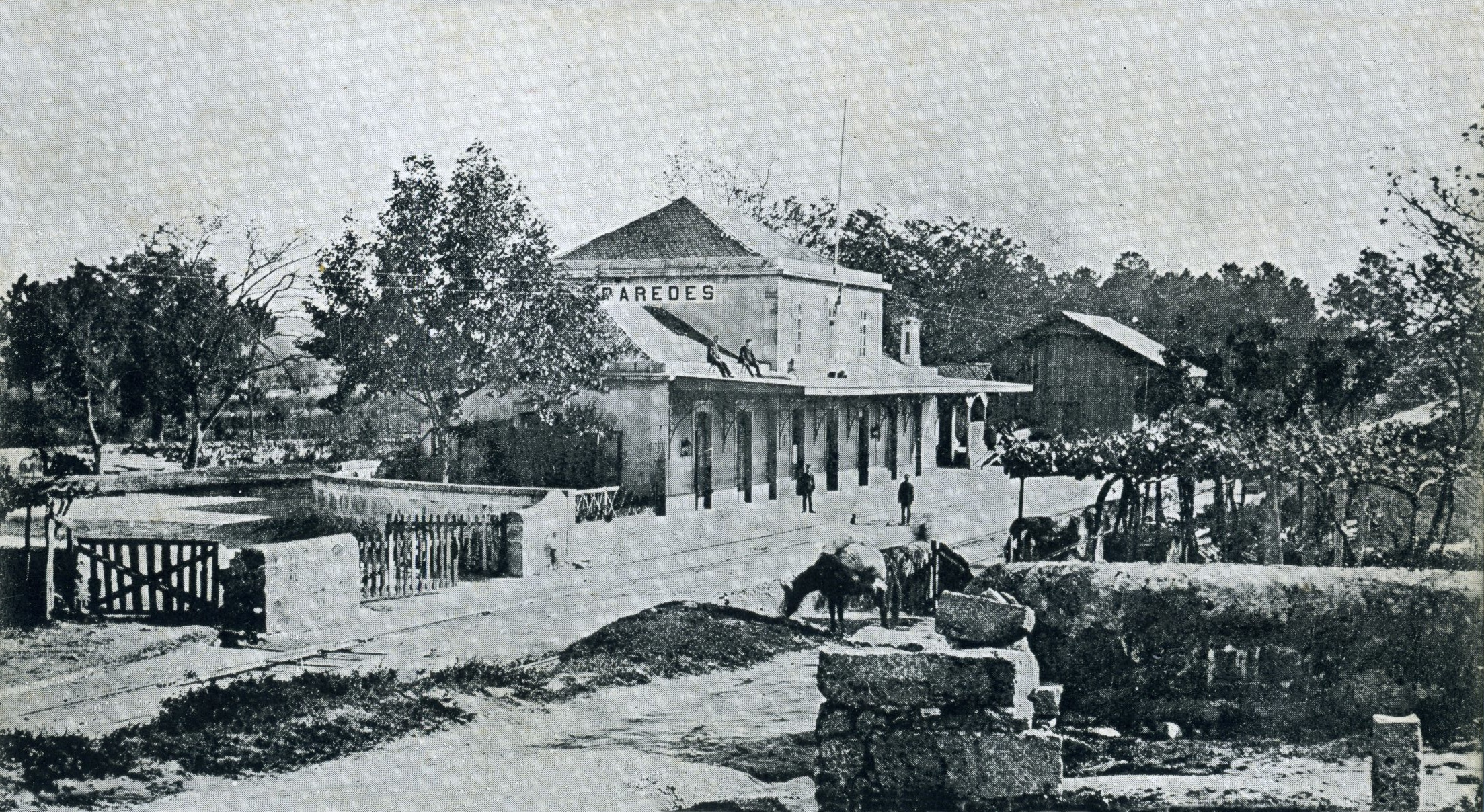
Der Bahnhof von Paredes 1930

## Verkehr
Die Eisenbahnstrecke Linha do Douro quert den Kreis, neben dem Bahnhof Paredes liegen weitere Haltepunkte im Kreisgebiet.
Paredes liegt mit eigener Abfahrt an der Autobahn A4. Zudem durchqueren die Autobahnen A41 (Abfahrt Aguiar de Sousa) und A42 das Kreisgebiet.
Der öffentliche Personennahverkehr wird durch Buslinien sichergestellt. In teils städtischer Konzession befahren die drei privaten Busunternehmen Valpi Bus, Auto Viação Pacense und Rodonorte verschiedene lokale und regionale Linien.

## Söhne und Töchter der Stadt
- João Gomes Ferreira (1851 in Aguiar de Sousa-1897 in Panaji/Indien), Missionar, Bischof von Kochi (Indien)
- António Barbosa Leão (1860 in Parada de Todeia-1929 in Porto), Bischof von Porto
- Joaquim Alves Correia (1886 in Aguira de Sousa-1951 in Pittsburgh/USA), Geistlicher, Aktivist der katholischen Opposition gegen Diktator Salazar
- José Manuel Ribeiro da Silva (1935 in Lordelo-1958), Radrennfahrer, Gewinner der Portugal-Rundfahrt 1955 und 1957
- Joaquim Augusto da Silva Mendes (* 1948  in der Gemeinde Castelões de Cepeda), Ordenspriester und Weihbischof
- Jaime Pacheco (* 1958), ehemaliger Fußballspieler, Trainer
- Nuno Lacerda Lopes (* 1960 in Rebordosa), Architekt, Hochschullehrer, Theaterregisseur und Autor
- José Mota (* 1964), Fußballspieler und -trainer
- Rui Barros (* 1965), Fußballspieler und -trainer
- Carlos Daniel (* 1970), Fernsehjournalist
- Daniel Faria (1971 in der Gemeinde Baltar–1999), Dichter und katholischer Theologe
- Cândido Barbosa (* 1974 in der Gemeinde Rebordosa), Radrennfahrer
- Mário Sérgio Leal Nogueira (* 1981), Fußballspieler, seit 2008 bei Metalurh Donezk
- Pedro Manuel Mendes Ribeiro (* 1983), Fußballspieler
- Artur Jorge Pereira Pacheco (* 1987), Fußballspieler
- Bruno Miguel Oliveira Costa (* 1987), Fußballspieler
- Hélder Barbosa (* 1987), Fußballspieler
- Fábio José Ferreira Pacheco (* 1988), Fußballspieler
- Rafa Sousa (* 1988 in Cete), Fußballspieler
- Lúcia Alves (* 1997), Fußballspielerin

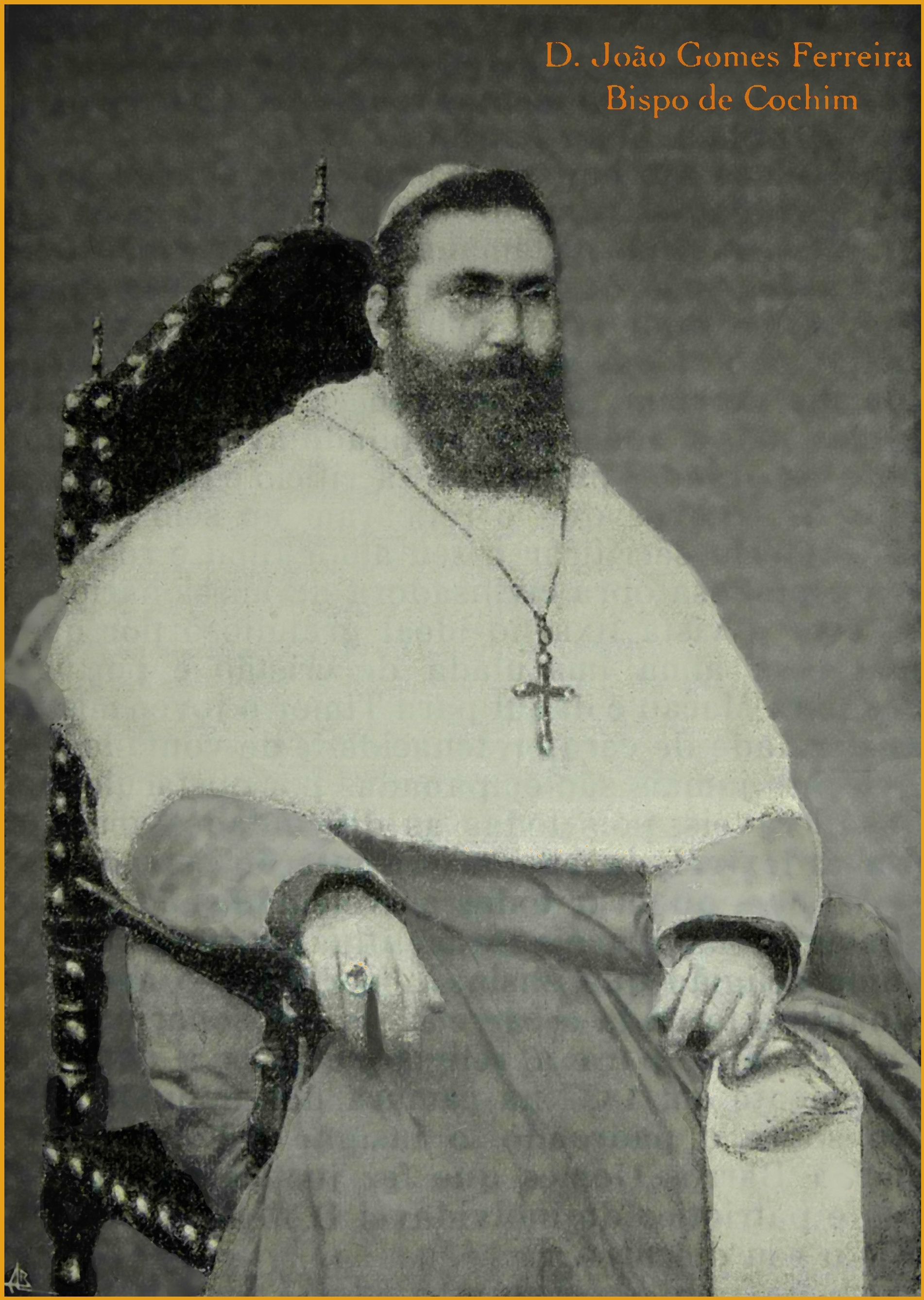
Bischof João Gomes Ferreira
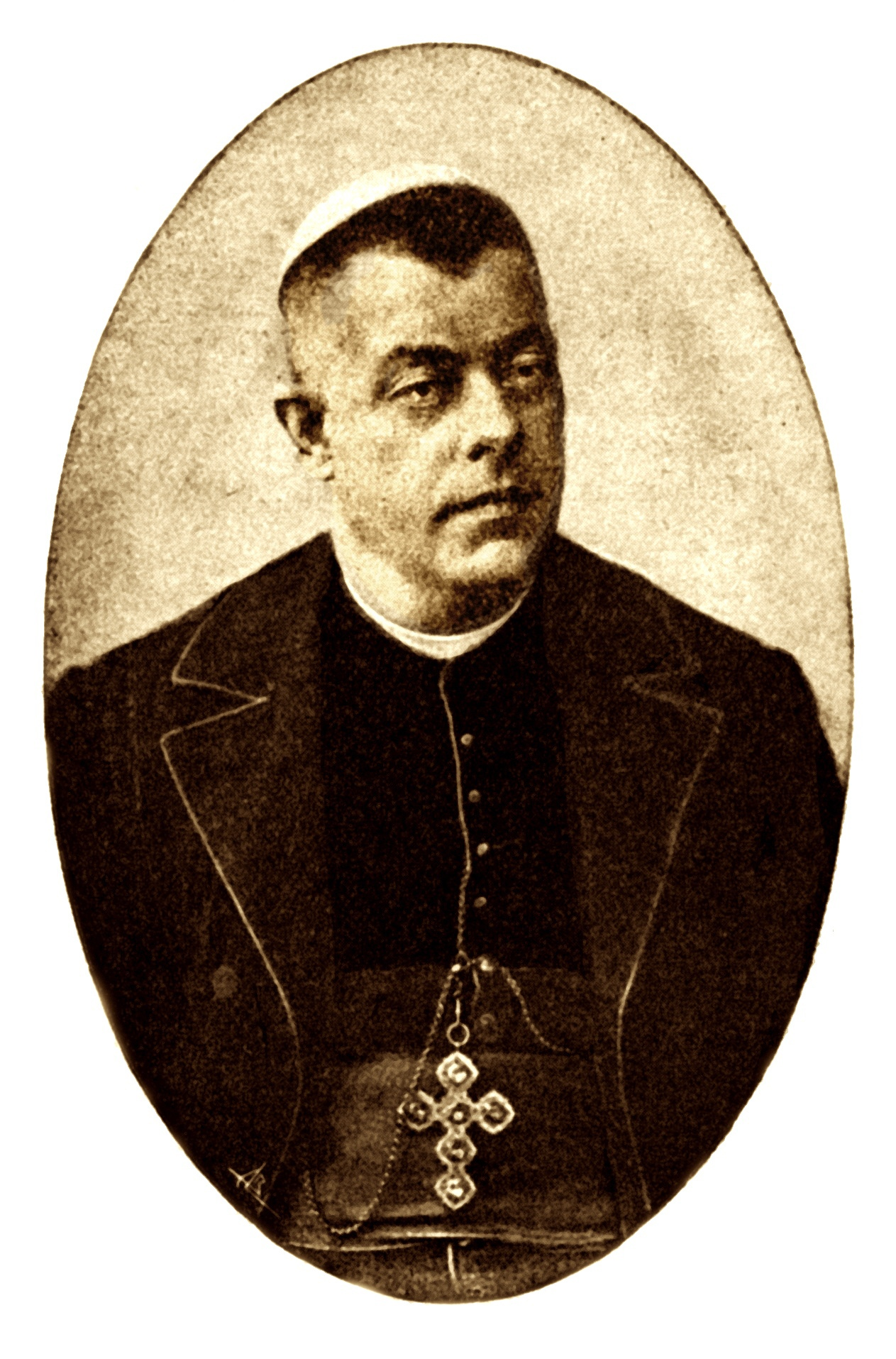
Bischof António Barbosa Leão (1919)
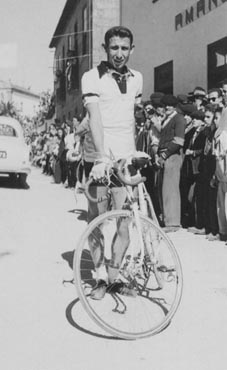
Ribeiro da Silva
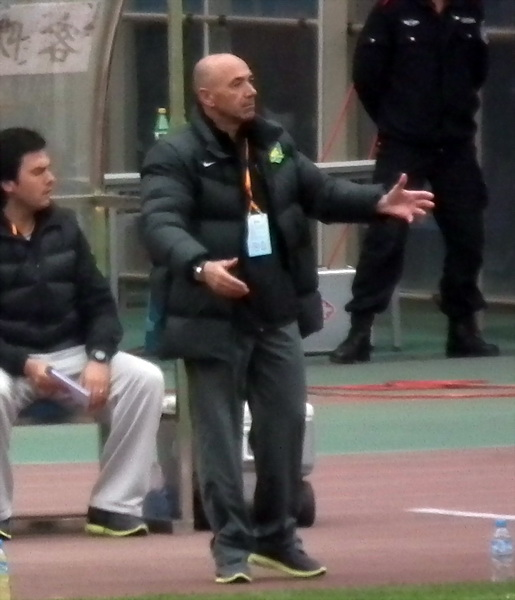
Jaime Pacheco in Peking (2011)